# Centrosema bifidum
Centrosema bifidum är en ärtväxtart som beskrevs av George Bentham. Centrosema bifidum ingår i släktet Centrosema och familjen ärtväxter. Inga underarter finns listade i Catalogue of Life.